# 2,4,6-Trimethylanilin
2,4,6-Trimethylanilin (Mesidin) ist ein aromatisches Amin, mit drei Methylgruppen (–CH3) und einer Aminogruppe (–NH2) als Substituenten am Benzolring. Es gehört zur Stoffgruppe der Trimethylaniline. Der Trivialname Mesidin leitet sich vom Mesitylen (sym. Trimethylbenzol) ab.

## Vorkommen
2,4,6-Trimethylanilin kommt natürlich in Tabak vor.

## Geschichte
Mesidin wurde 1875 von August Wilhelm von Hofmann beschrieben.

## Gewinnung und Darstellung
2,4,6-Trimethylanilin wird durch Nitrierung von Mesitylen und anschließende Reduktion dargestellt.

## Verwendung
2,4,6-Trimethylanilin wird als Zwischenprodukt zur Herstellung von Anthrachinonfarbstoffen, Pharmaka und Azo-Polymerisationsinitiatoren verwendet.